# Щигел, Мариуш
Мариуш Адам Щигел (пол.  Mariusz Szczygieł, 5 сентября 1966, Злоторыя, Нижнесилезское воеводство, Злоторыйский повет, Польша) — польский писатель и журналист.

## Биография
Родом из Силезии. С 16 лет публиковался в прессе, выступал на телевидении. Закончил Варшавский университет (2000). С 2002 года — сотрудник Gazeta Wyborcza.

## Книги
- Niedziela, która zdarzyła się w środę (1996)
- Na każdy temat — talk show do czytania (1997, в соавторстве с Витольдом Ожеховским)
- Gottland (2008)
- 20 lat nowej Polski w reportażach według Mariusza Szczygła (2009, составитель)
- Kaprysik. Damskie historie (2010)
- Zrób sobie raj (2010)

## Публикации на русском языке
- Готтленд/ Пер. с польского Полины Козеренко. М.: Новое литературное обозрение, 2009 (Современное европейское письмо) (Главы из книги)

## Признание
Лауреат многих наград, включая Европейскую книжную премию (2009).